# Мальо, Уго
Уго Мальо Новехиль (исп. Hugo Mallo Novegil; род. 22 июня 1991, Марин, Галисия) — испанский футболист, правый защитник греческого клуба «Арис» (Салоники).

## Клубная карьера
Мальо родился в городе Марин, Галисия, и прошёл через юношеские команды трех мелких местных клубов, пока не попал в систему «Сельты». В 2009 году он стал регулярно выходить на поле за основную команду, выступавшую в том сезоне в Сегунде.
В сезоне 2011/12 Мальо провел в стартовом составе все 34 матча «Сельты», а клуб закончил сезон вторым и вернулся в Примеру после пятилетнего отсутствия. В Примере игрок дебютировал 18 августа 2012 года в проигранном 0-1 матче дома против «Малаги».
9 января 2013 года по ходу матча против «Реала» (0-4) в Кубке Испании Мальо получил тяжелую травму левого колена и пропустил остаток сезона. В следующем сезоне защитник вернулся на поле и получил капитанскую повязку.